# Stele der Glykera (Kerameikos)

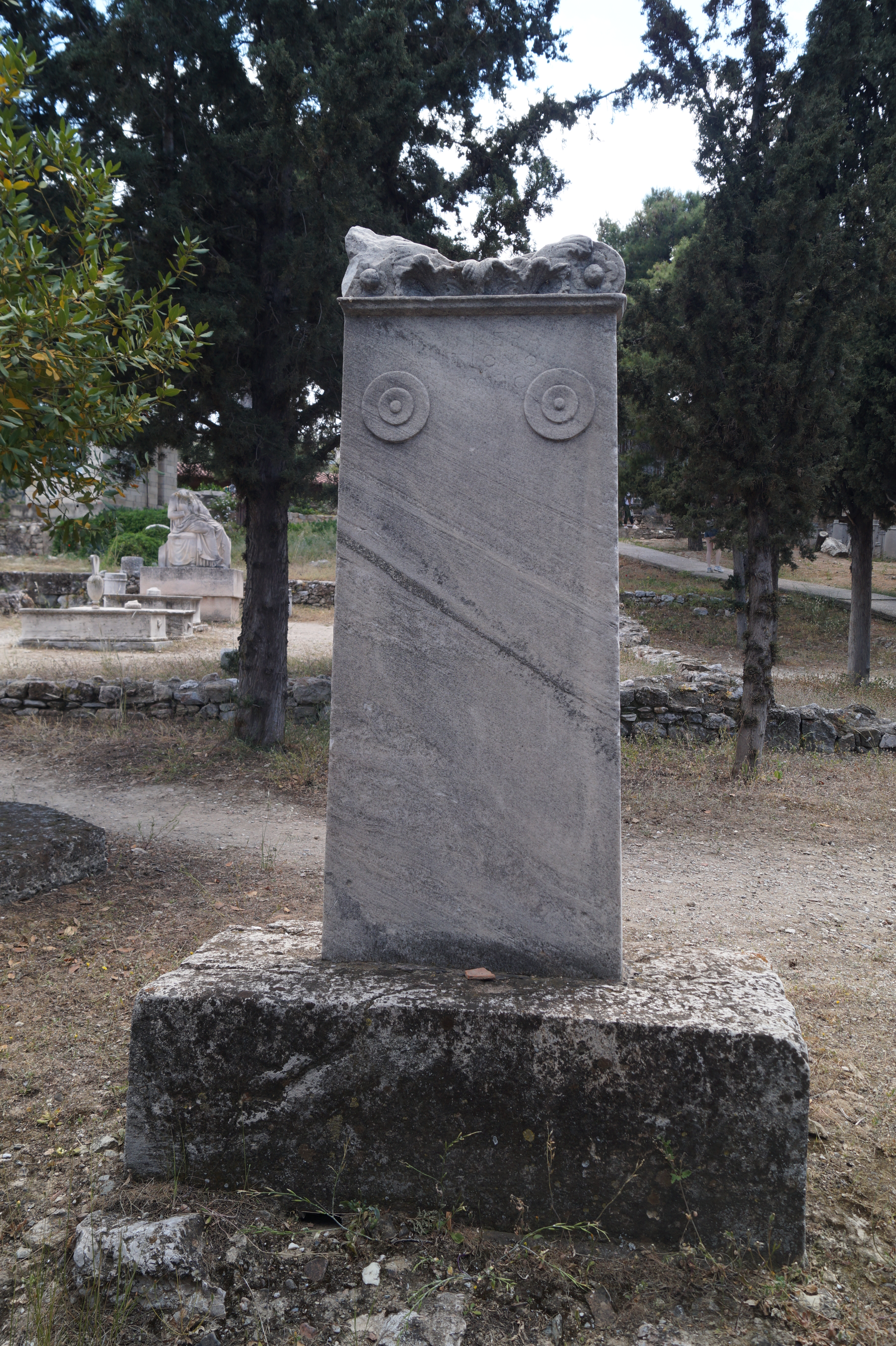
Stele der Glykera

Die Stele der Glykera ist ein Grabdenkmal auf dem antiken athenischen Friedhof Kerameikos.
Die Stele der Glykera wurde 1863 im Grabbezirk der Demetria und Pamphile direkt am Westpfad der Kerameikos-Nekropole von Athen gefunden. In diesem Bereich finden sich auch der Kioniskos der Dorkas und die Loutrophoros des Hegetor. Weitere Grabungen der Archäologischen Gesellschaft Athen unter Athanasios S. Rhousopoulos wurden 1870 durchgeführt, anschließend 1912 unter Konstantinos Kourouniotis und abschließend 1982 durch Wilfried K. Kovacsovics.
Die Stele wurde noch kurz vor dem Erlass des Grabluxusgesetzes durch Demetrios von Phaleron (317 bis 307 v. Chr.), also um 320 v. Chr., innerhalb des schon länger genutzten Grabbezirks nach Norden ausgerichtet aufgestellt. Sie ist abgesehen von zwei Rosetten im oberen Bereich ohne weiteren Schmuck belassen. Sehr wahrscheinlich war die Stele in der Antike farbig bemalt. Ein weiterer, reliefierter Schmuck war eine Palmette als Aufsatz, die allerdings größtenteils weggebrochen ist. Die Inschrift benennt die Verstorbene als Glykera, Tochter des Antiochos aus Knossos (altgriechisch Γλυκέρα Ἀντιόχο Κνωσίο).